# Az illemhely kultúrtörténete
Az illemhely (toalett, francia: toilette, angol: toilet) olyan természetes hely vagy épített alkalmatosság, ahol az ember ürítkezik, ennek jelentősége elsősorban higiéniailag fontos, de a közösség szemérmessége miatt is. Az illemhely része a történelemnek, az emberi higiénia, amely kritikus fejezete az emberi civilizáció történetének, jelentéktelen helyet kapott a történetírásban. Ellentétben más testi funkciókkal, mint például a tánc, a dráma és a dalok, a székelésről/vizelésről nagyon szemérmesen nyilatkozott írásban az emberiség. Ennek eredményeképpen nagyon kevés történész dokumentálta elődeink székletürítéssel kapcsolatos szokásait. A tudományos és társadalmi körökben a székletürítéssel és az ürülék vizsgálatával kapcsolatos szakirodalom megvetett volt, akár a kiváltott undor vagy az erotikus érzések miatt is.

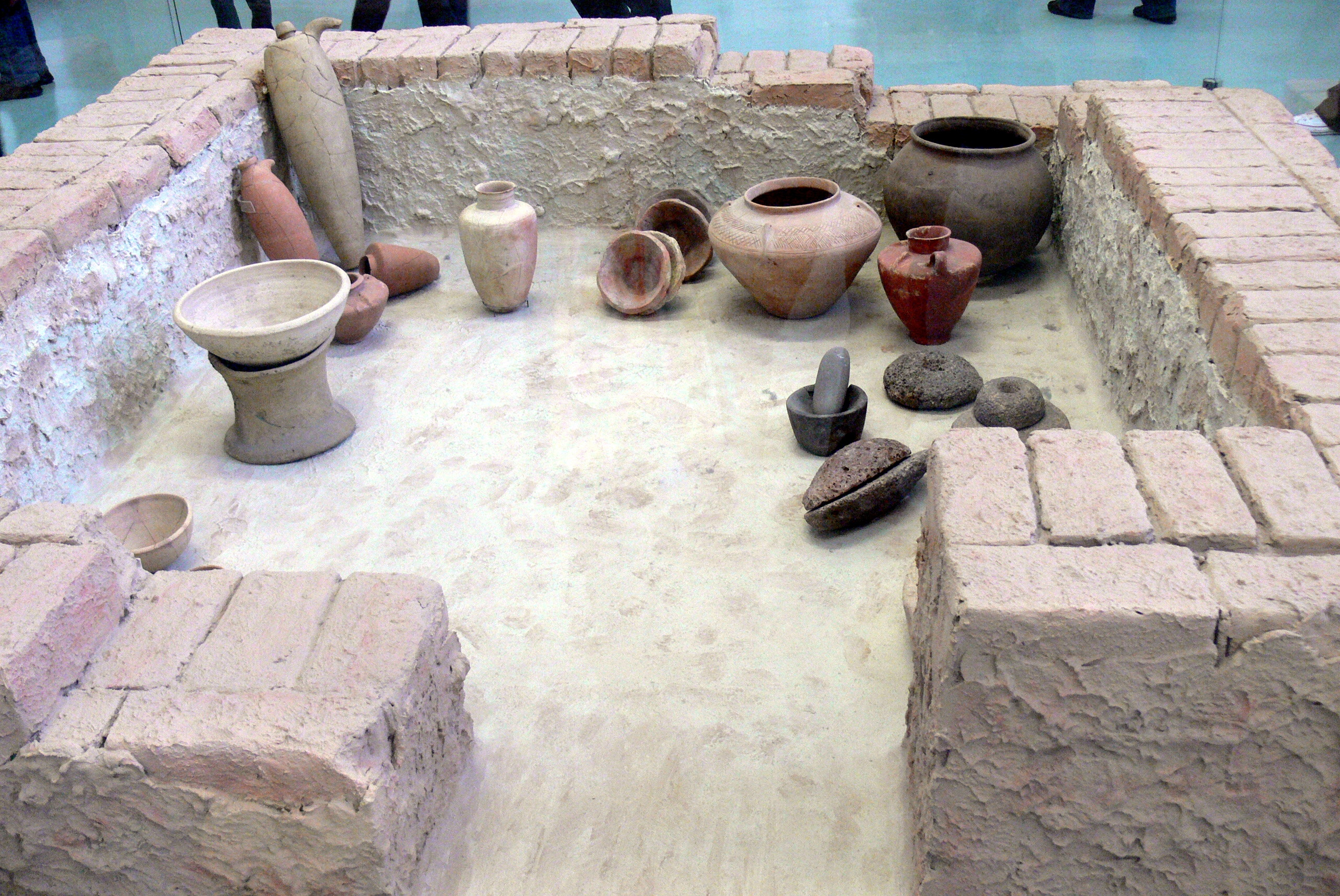
Rekonstrukció az eddig feltárt legrégibb illemhelyről
i. e. 3333, Habuba Kabira, Szíria

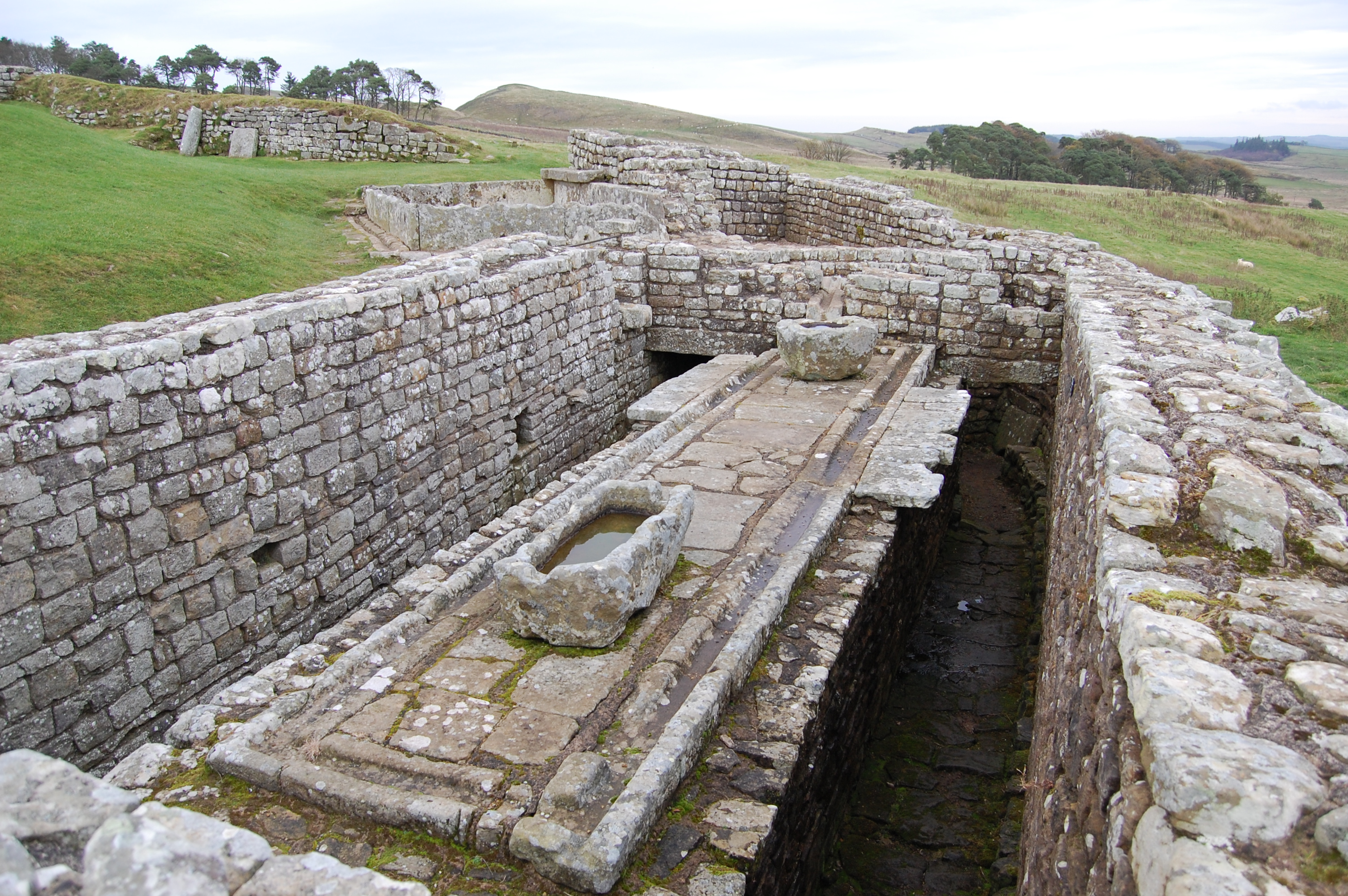
Latrina a Hadrianus-fal mentén

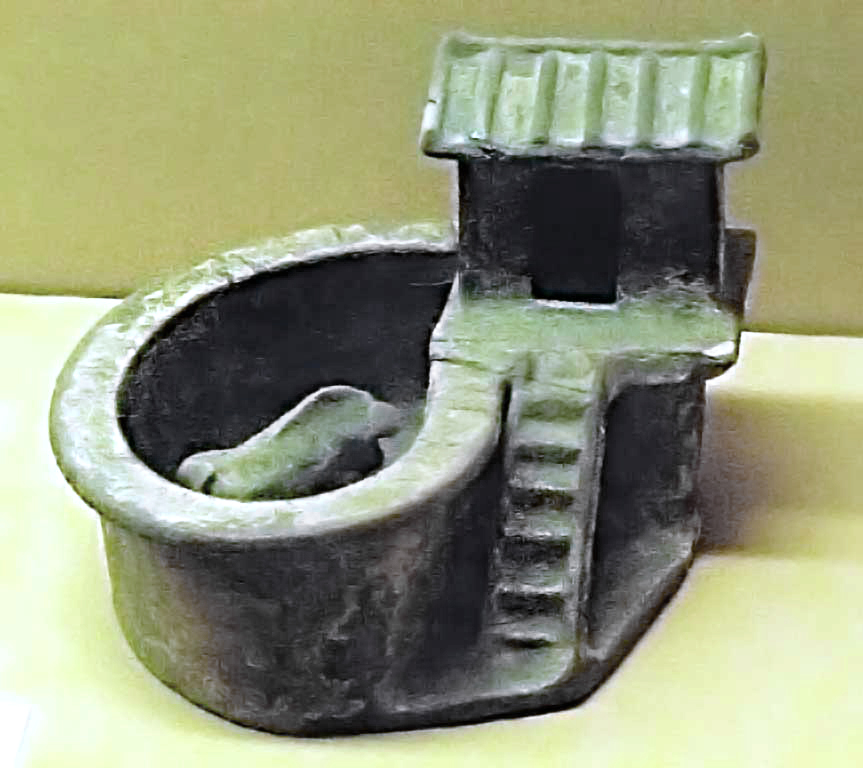
Disznós vécé zöld mázas kerámiamodellje, Kína, Kelet-Han-dinasztia, 25-220-as évek

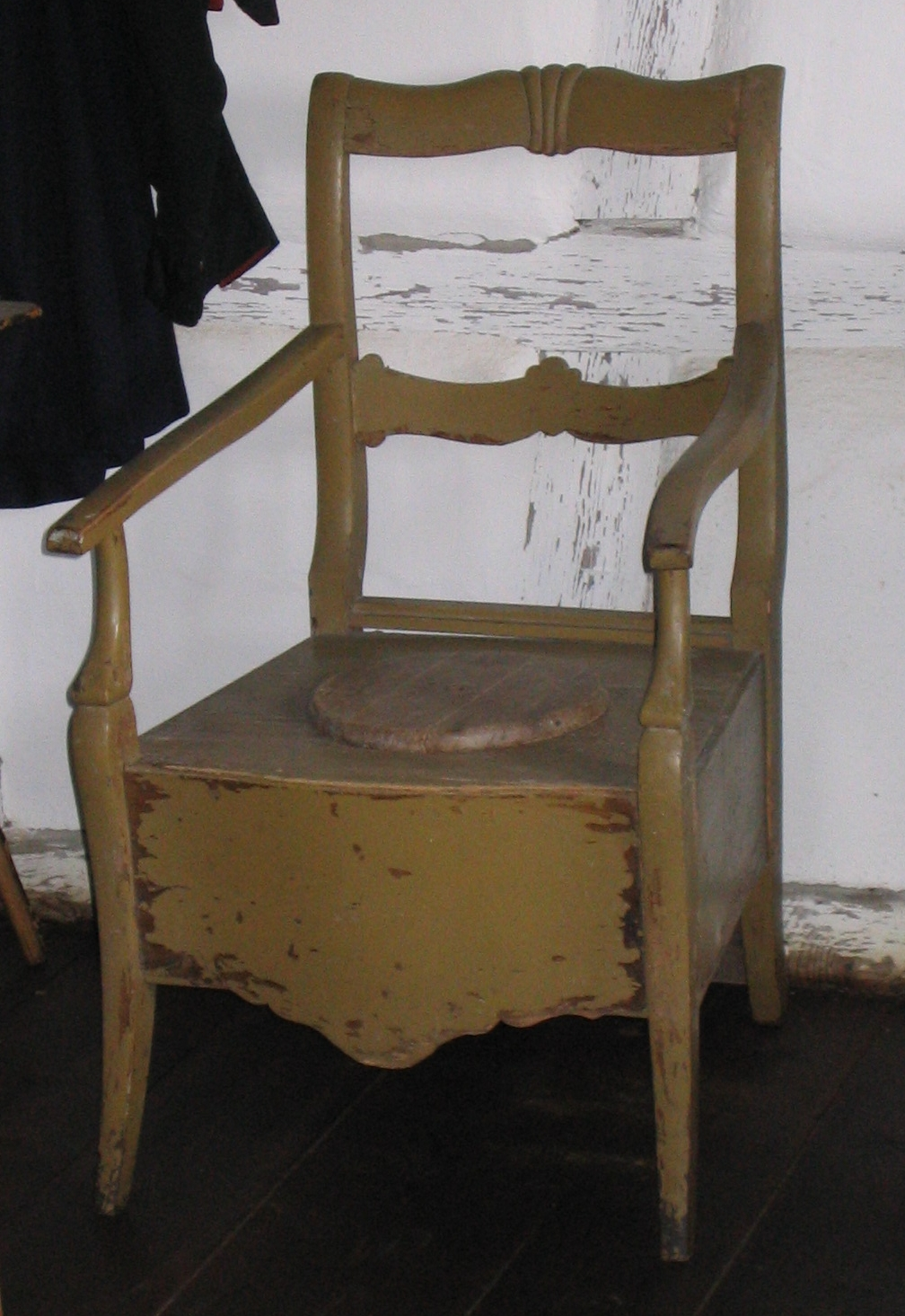
Toalettszék, gyomorszék. Freilichtmuseum Neuhausen ob Eck, Németország

## Nomád élet
Amíg az embernek nem volt állandó lakhelye, addig nem volt illemhelye sem. Terhétől megszabadult, ürített, bárhol tartózkodott is éppen. Amikor állandó lakhelyet épített, az illemhely kezdetben az udvarra került, majd a házában választott le mellékhelyiséget. Miután ez megtörtént, az volt a kihívás, hogy a kellemetlen szagoktól és salakanyagtól megszabaduljon, és így segítsen fenntartani a tisztaságot.

## Neolitikum
A neolitikus ember az első állandó ásott kutakat a hajók feltöltésére használta, és a vizet kézben hordozható edényekkel szállította. Ásott kutat az i. e. 6500 körüli korból találtak a Jezréel völgyében. A sertéstrágyadomb és kamrai edények voltak a székletürítés alternatívái.

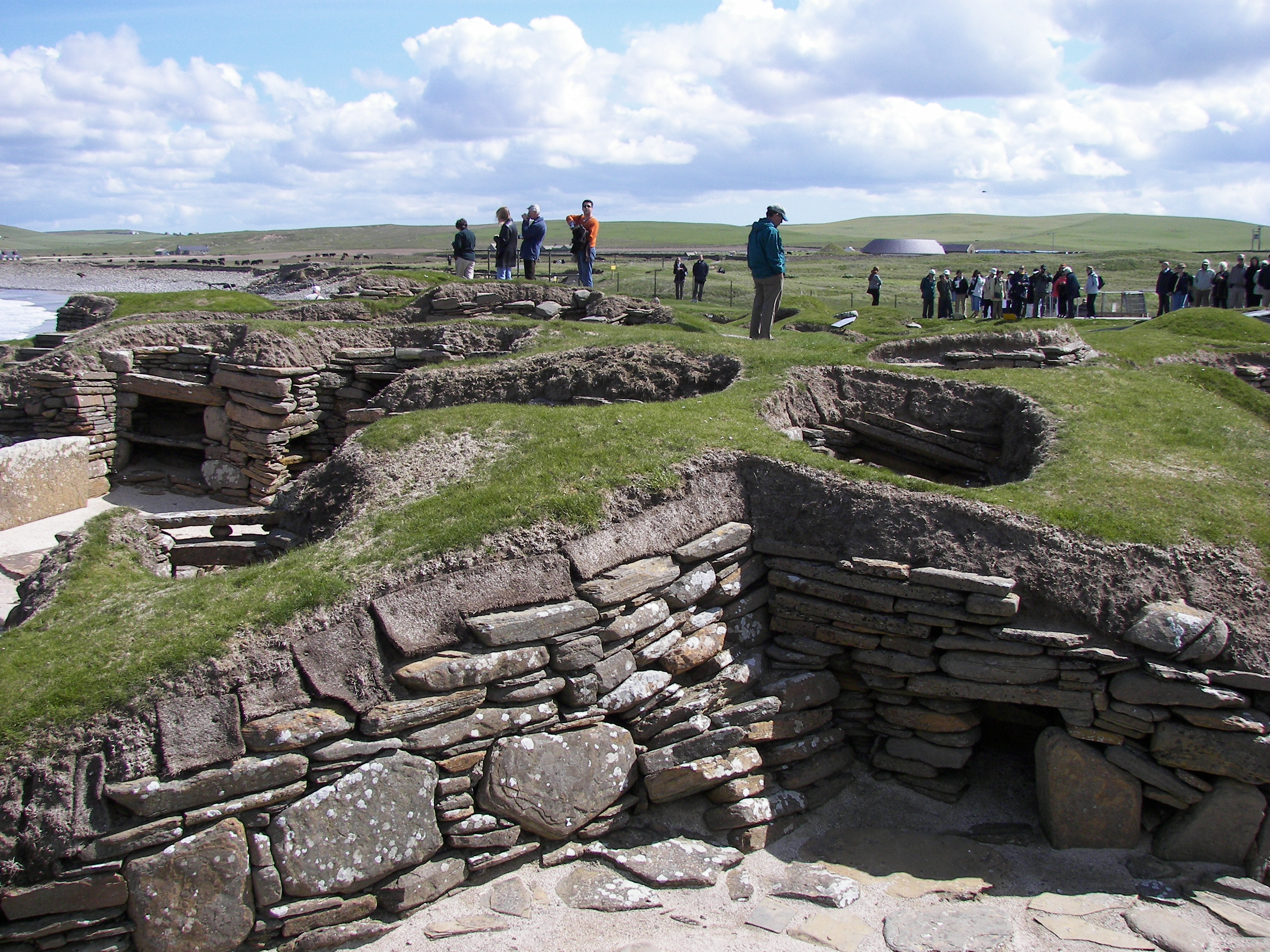
Skara Brae neolitikus település bonyolult vízelvezető rendszert épített, amely primitív formája volt a toalettnek mind a 8 „lakásban"

Skara Brae (fon. skærə breɪ) kőből épült újkőkori település, amely a Bay of Skaill része, a szárazföld nyugati partján található, Skócia legnagyobb szigetén, az Orkney-szigeteken. Nyolc házból áll, amelyeket nagyjából i. e. 3180-2500 között építettek. Európa legteljesebb újkőkori faluja. A világörökség része, idősebb, mint Stonehenge. A házakban 40 négyzetméteres, négyzet alakú szobával, amelyben kandalló állt fűtésre és főzésre. Valószínűnek tűnik, hogy nem több mint ötven ember élt a településen. Bonyolult vízelvezető rendszert is építettek, amely primitív formája volt a toalettnek.

## Ókor
A Biblia ezt írja Mózes ötödik könyvében: „A táboron kívül legyen egy helyed, hogy kimehess oda. És ásód is legyen a fegyvered mellett, hogy gödröt áss vele, és ha felkelsz, betakarhasd azt, ami elment tőled.”

### Mezopotámia és Egyiptom
A görög Hérodotosznak Egyiptomban járva feltűnt, hogy az egyiptomiak házukhoz árnyékszéket építettek, és nem a szabadban végzik szükségüket, árnyékban, fa alatt, ahogy Görögországban szokás. Így ír erről Hérodotosz: „A férfiak állva, a nők ülve vizelnek. Szükségüket házukban végzik.” Az ókori Egyiptomban i. e. 1890-ből, II. Szenuszert fáraó Haun városának munkás- és hivatalnoki negyedében árnyékszéket építtetett.

### India
Indus-völgyi civilizációban Harappa, Mohendzsodáró és Lothal városaiban i. e. 2500 körül az emberek már vízöblítéses illemhelyet használtak a házukban, amely a lefolyóhoz csatlakozott. Égetett agyagtéglával borított lefolyókat alakítottak ki, ami megkönnyítette az üzemeltetést és karbantartást a hálókamrákban. Ez a forma volt a legjobb épületgépészeti szempontból.

### Habuba Kabira, Szíria
A legrégebbi régészeti emlék i. e. 3333-ból származik, ahol elkülönítve vezették el a különféle mértékben szennyezett vizeket, amit az Eufrátesz felső folyása mentén, Habuba Kabira (Szíria) nevű helységben építettek ki. i. e. 2350-ből a tell-aszmari templomokhoz épített árnyékszékeket találtak.

### Arabok
I. e. 1000 körül Bahrein-szigeten, a Perzsa-öbölben vízöblítéses WC-ről írnak a források.

### Héber kultúra

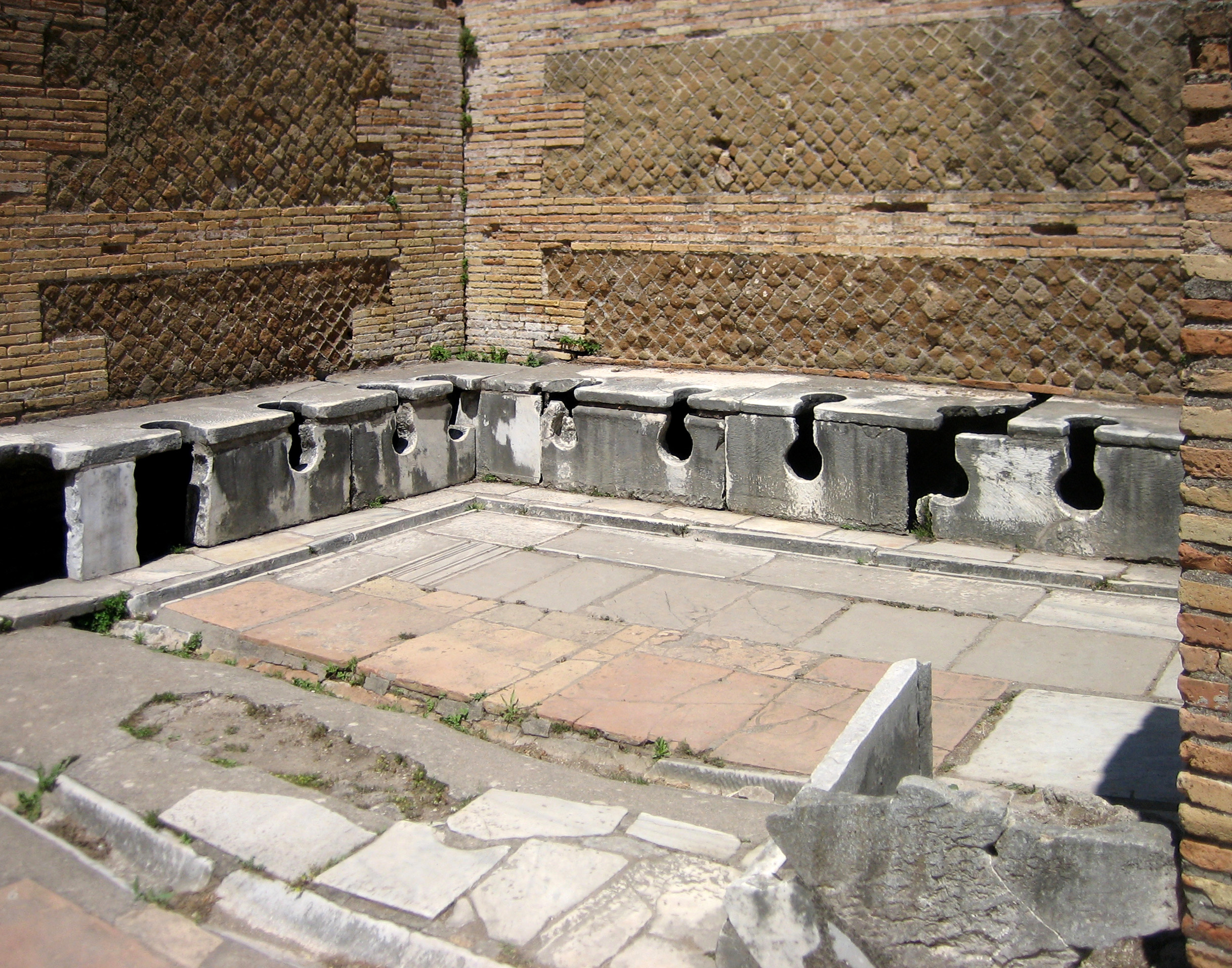
Antik római latrina, a Fórum-fürdő bejáratával szemben

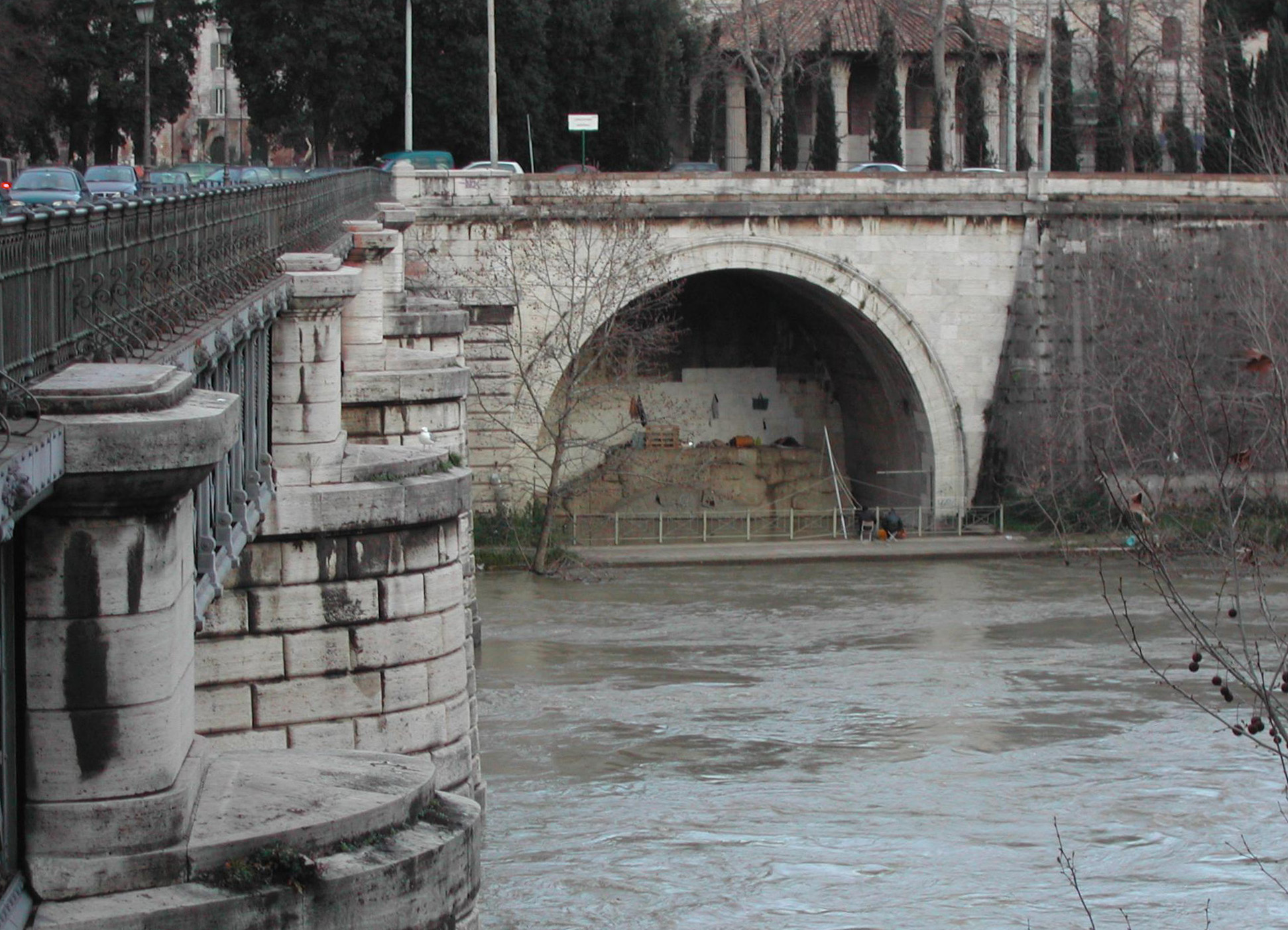
Cloaca Maxima

A héberek (i. e. 130) illemhelyszokásaiból ismert, hogy az árnyékszék 1,5 km-re a településtől, fagerendákból készült, tetővel és gödörrel ellátott építmény volt. Kezet mostak evés és lefekvés előtt, székelés és halott érintése után.

## Középkor

### Nyugat-Európa
A városi élet hanyatlása jellemzi a kort. Az emberek faluközösségekbe szerveződtek és ott önellátó gazdálkodást folytattak (bérbe vett földek közös művelése). Az első középkori illemhely 820-ban készült, Sankt Gallenben fedezték fel, Gozbert apát (816–836) csendes kamrácskát biztosított szerzetesei részére. A 13. században a széklet a városfalon létrehozott réseken hullt alá. A kezdetleges illemhely fa ülőkével volt ellátva, a lepotyogó széklet azonban ráragadt a várfalakra és addig gyűlt a fal tövében, amíg el nem szállították onnan. A nemesség, az uralkodó osztály sokáig nem is tudott mit kezdeni az akkori WC-használattal, jó ideig a bilihez ragaszkodtak, amelyet sokszor még az ebédlőkbe is magukkal vittek, ahol kis szekrényekbe rejtették.
Ismert volt, hogy XIV. Lajos bár csodás palotát emeltetett Versailles-ban, a Versailles-i kastély kicsit sem volt higiénikus hely. Maga a király sem fordított nagy figyelmet a tisztálkodásra, ennek megfelelően a kastélyban előforduló akár több ezer ember szükségleteit sem tartották különösebb figyelemre: az elégtelen számú latrina miatt mindenki ott végezte szükségét, ahol tudta, minekutána a palota különféle eldugottabb helyein, zeg-zugokban trágyahalmokkal lehetett találkozni. Mindennek eredménye az lett, hogy a király és kastélya is kellemetlen szagokat árasztott, 1734-ben pedig még egy egész emelet is leszakadt, mert a fölötte lévő helység, ahol addig a fekáliát halmozták edényekben fel nem bírta tovább el a terhelést. Maga Lajos űrítkezését eközben az 1698-ban létrehozott Üzleti Széktartó Hivatal(!) felügyelte, ami Lajos és a királyi család többi tagja számára biztosította, hogy a két hordozható árnyékszék szükség esetén rendelkezésükre álljon, amin ülve is fogadott Lajos időnként vendégeket.
Árok
Ahol sok ember zsúfolódik össze, ott a természet már nem képes tartani a lépést az anyagcseretermékek feldolgozása területén. Az ókor nagyvárosaiban Ázsiától a Római Birodalomig megtalálták a megoldást: csatornarendszerek vezették el a keletkező szenny folyékony részét. A középkor viszont ebben a tekintetben is hatalmas visszalépést jelentett. A városokban az utak szélén vagy közepén nyílt árkok húzódtak, amelyeknek csak egyik feladatuk volt az esővíz elvezetése. A polgárok ide öntötték a szennyvizet, ürüléket, szilárd hulladékot, majd sorsára hagyták. A folyók és patakok vagy a belőlük kivezető csatornák is hasonló célt szolgáltak, a hidakon pedig nyilvános árnyékszékek sorjáztak: a „nagy dolgok” egyenesen a vízbe pottyantak.
Utca

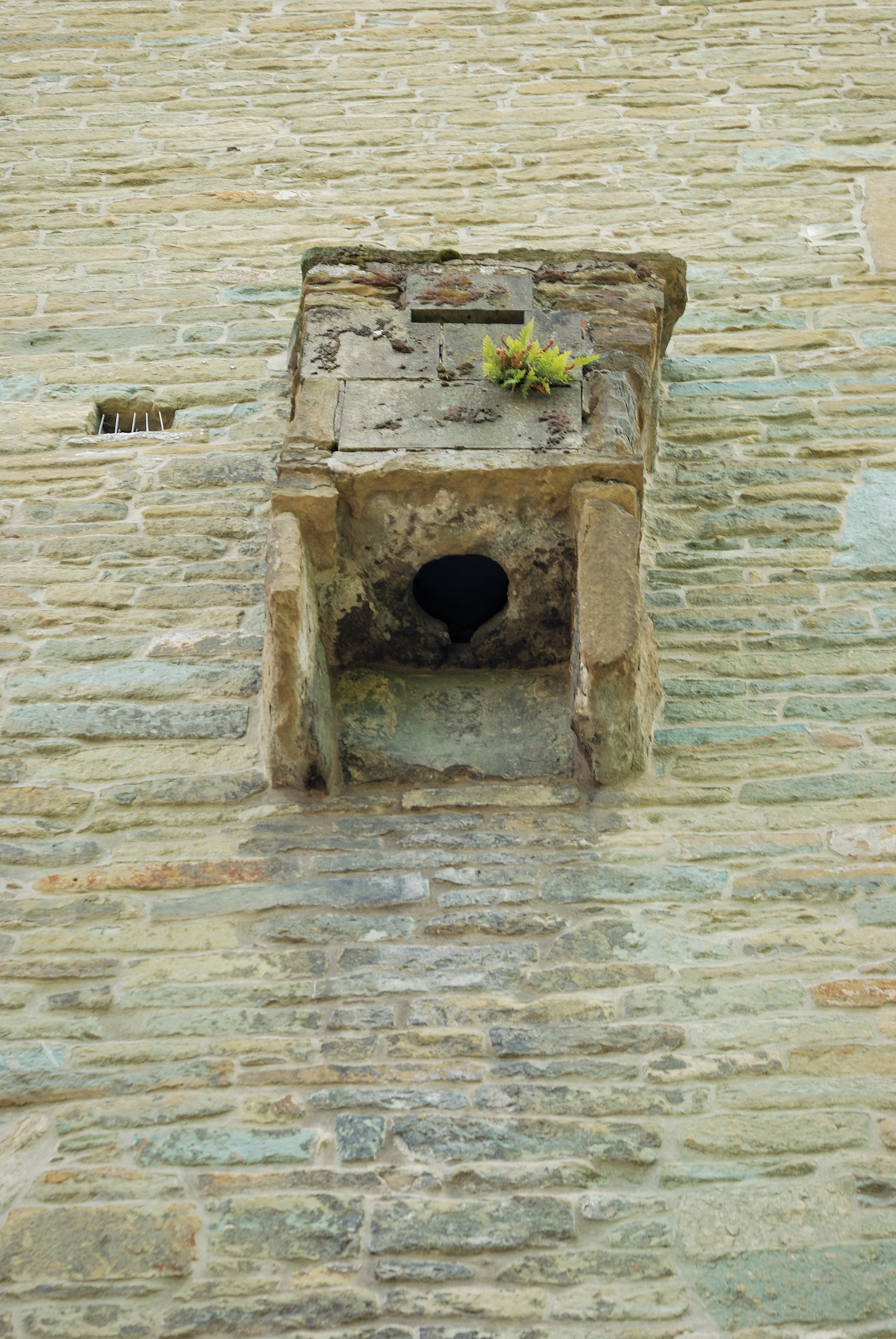
Pottyantó a városfalon Soestban

Európai városokban a házak falai közt, a telekhatáron keskeny sikátort hagytak. Erre a „senkiföldjére” nyíltak az épületek falából erkélyszerűen kiálló, nyitott vagy zárt „árnyékszékek”. A földön összegyűlő szennyet senki nem takarította, az eső verte el úgy-ahogy. A szükség szó szerint szükség volt: az emberek félreeső helyeken, szemét- és trágyadombok szélén guggolva, vagy a házak udvarán ásott latrinák fölött intézték a dolgukat. Ezek időnkénti takarítását a gyepmester végezte. Szerencsések voltak azok a városi polgárok, akik közvetlenül folyóvizek mellett laktak: az ő erkély-árnyékszékeik alatt folyamatosan működött a vízöblítés. Miként előfordult még Pesten is, hogy az ablakokból „mindenféle híg portékákat” öntöttek a gyanútlan járókelők nyakába. A 16. században már hoztak olyan rendeletet, miszerint űrítés előtt figyelmeztetőleg ki kell kiabálni az ablakon.

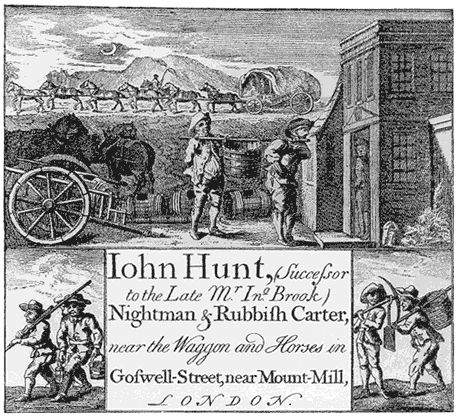
18. századi hirdetés egy „gong farmer”, bizonyos John Hunt szolgáltatásairól

Nagyobb házaknál vagy kastélyoknál ugyanakkor akadt pöcegödör is, ahova az épület mellékhelységeiből vezették a végtermékeket. Ezeket már akkor is erre szakosodott vállalkozók, angol nyelvterületen például úgynevezett gong farmer-nek nevezett munkások takarították ki, akik a fekáliát annak hatékony trágyázási készsége miatt a mezőgazdaság számára értékesítették. A gong farmereket „nightmannek”, azaz éjjeli embernek is hívták, mert a munkájukat csak éjszaka végezhették. Szippantós autó híján ekkoriban még kézimunkával kellett a takarítást elvégezni, ami nem csak visszataszító volt, de veszélyes is, mert a fekáliába éppúgy bele lehetett fulladni, mint ahogy a kipárolgásaiba; ha pedig a háziak nem gondoskodtak kellő karbantartásról a helység akár be is omolhatott.

## Újkor
Magyar nyelvterületen az effajta alkalmatosság megnevezésére többek közt a „gyomorszék” szó járta, ami egyfajta mozgatható, szobabelsőben is használható árnyékszéket jelentett. Börtönök esetében pedig egész egyszerűen a kübli (fedeles vödörszerűség) járta. Kazinczy Ferenc a Fogságom naplójában így ír a kufsteini cellákról: "A szoba ajtaja belűlről vas pléhhel vala bevonva, s azon egy ablaklyuk, de amelyet kívűlről mindég zárva tartottak. Holmit ezen adának be, mert az ajtó csak szombaton nyittatott meg a kapitány jelenlétében, míg a borbély a szenvedőt megberetválá, s a gyomorszék kiüríttetett."

### WC (water closet, vízöblítéses angolvécé)

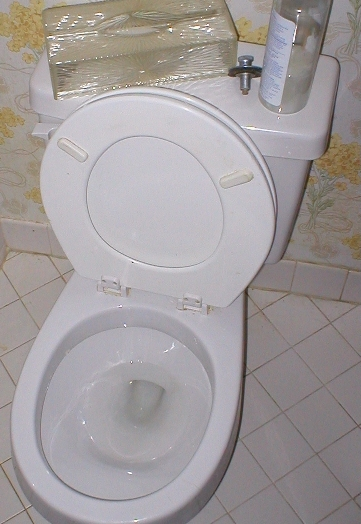
Vécé

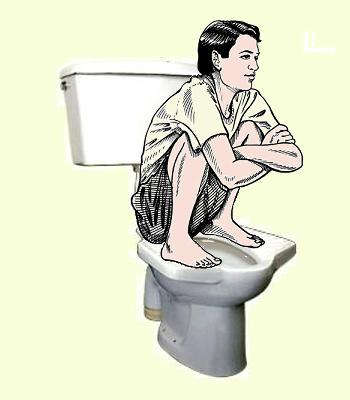
Indiai angolvécé

Angliában 1589-ben a Stepney-i illetőségű angol költő és polihisztor, Sir John Harington (1561–1612) megalkotta a lehajtható fedelű, vízöblítős illemhelyet (WC, water closet), amit 3 év múlva I. Erzsébet meg is látogatott, és olyan nagyra tartott, hogy beszereltette palotájába is. A Water Closet elterjedése azonban csak a 19. század harmadik harmadára tehető. (A korabeli angol nyelvben a "close" zár/zárni szótő nyomán a "closet" alapvetően elkülönített dolgozószoba, zárt fülke, különszoba jelentéssel bírt.)
1778-ban az angol Joseph Bramah (1748–1814) korszerűbb vízöblítéses illemhelyet szabadalmaztatott, amely a fizika törvényének megfelelően a közlekedőedények elvére építve teljesen szagtalanította a rendszert; ennek kialakításába azonban Alexander Cumming (1733–1814) is közreműködött.
Angliában az első föld alatti illemhely 1854-ben nyílt meg, és egészen 1971-ig egy pennyt kellett fizetni a használatáért. A WC az 1880-as években került ki a tömegpiacra.

#### Magyarországon
A 20. század elején már Magyarországon is széles körben elérhetővé vált. Egy akkori katalógusban – mely számos szerelvényt és egyéb dolgot felsorolt, ami a csatornázással, WC-vel, fűtéssel kapcsolatos – modern dolgokkal találkozhatunk. Már 1914-ben létezett és használatos volt a fal mögé épített WC-tartály, amelyet gombnyomással lehetett működésbe hozni. A bidé szintén ismert és használt szerkezet volt. Természetesen nem volt általános az átlagos emberek otthonában, de nagy választéka volt a különféle vécéknek, és törekedtek arra is, hogy ne csak használati alkalmatosság legyen, hanem egy szépen megformált műtárgy. 
Az I., majd a II. világháború miatt a WC terjedése háttérbe szorult, és az újjáépítések során a minél gyorsabb és egyszerűbb megoldásokat részesítették előnyben, pl. sokszor elegendő volt a folyosó végén 2-3 WC az egész emeletnek. Nemzetközi szinten sem volt sokkal jobb a helyzet a háborúk után, azonban Európa nyugati felén már az 1960-as években elkezdett kialakulni az a fajta környezettudatosság, ami rávilágított arra, hogy nagyon pazarlóan bánunk az ivóvizünkkel (lásd a Száraz toalett szakaszt).
A higiéniai fejlődése egyes régiókban igencsak araszolva haladt. Híradás egy 1935-ös orosházi újságból: "Évtizedes már a panasz a község tulajdonát képező Alföld-szálló illemhelye körül uralkodó tűrhetetlen állapotok ellen." (...) "Az illemhely-kérdést igen sürgősen rendezni kell. A járási főszolgabíró ugyanis mint elsőfokú közigazgatási hatóság elrendelte, hogy az Alföldben 60 napon belül meg kell csinálni az előírt vizöblítéses angol klozetet és olajjal szagtalanított vizeldét. (...) Úgy halljuk, hogy hasonló erélyes – és régvárt – intézkedés jön a községháza ósdi illemhelyeinek modernizálása tekintetében is."

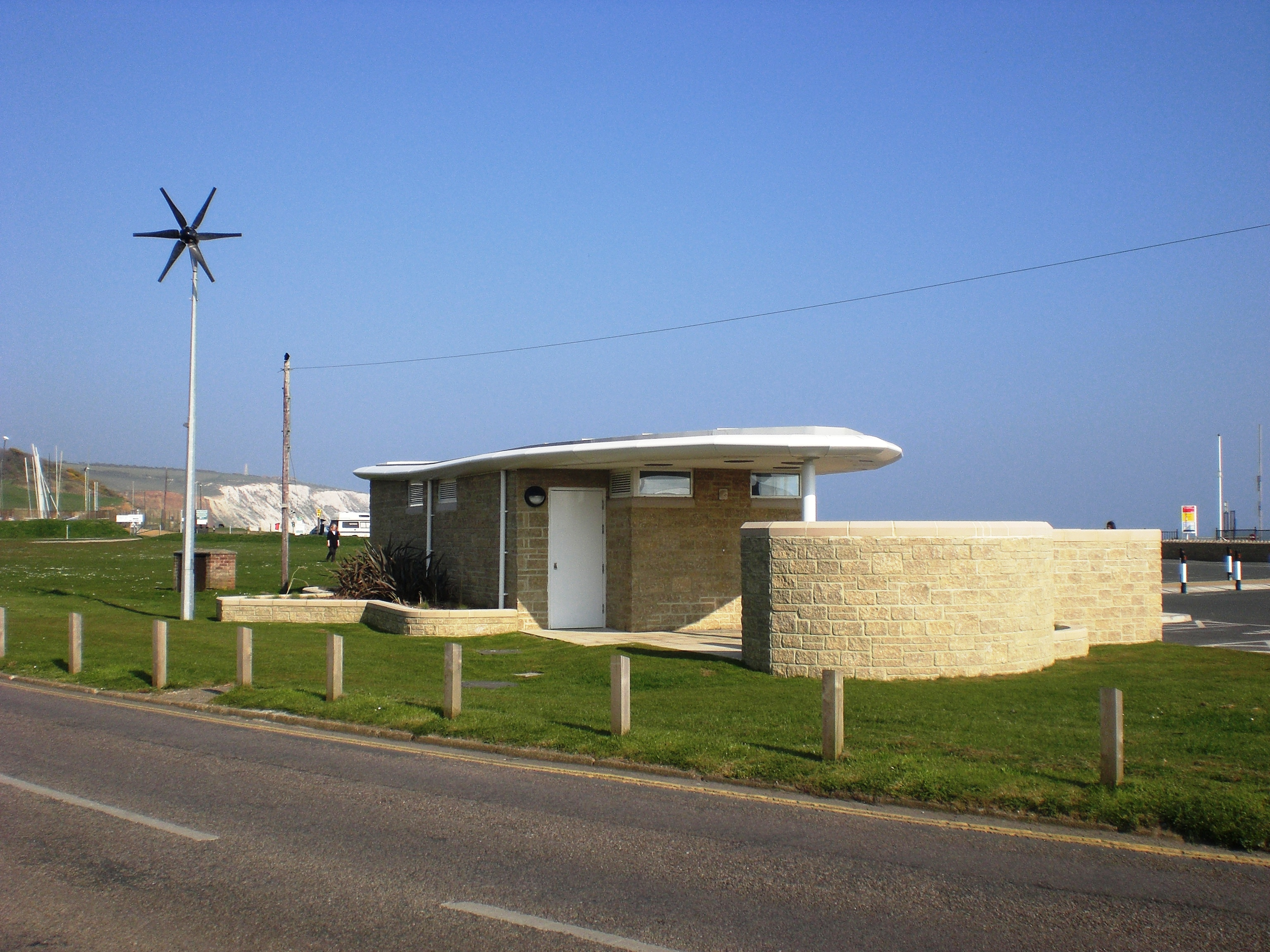
Ökovécé Yaverlandben

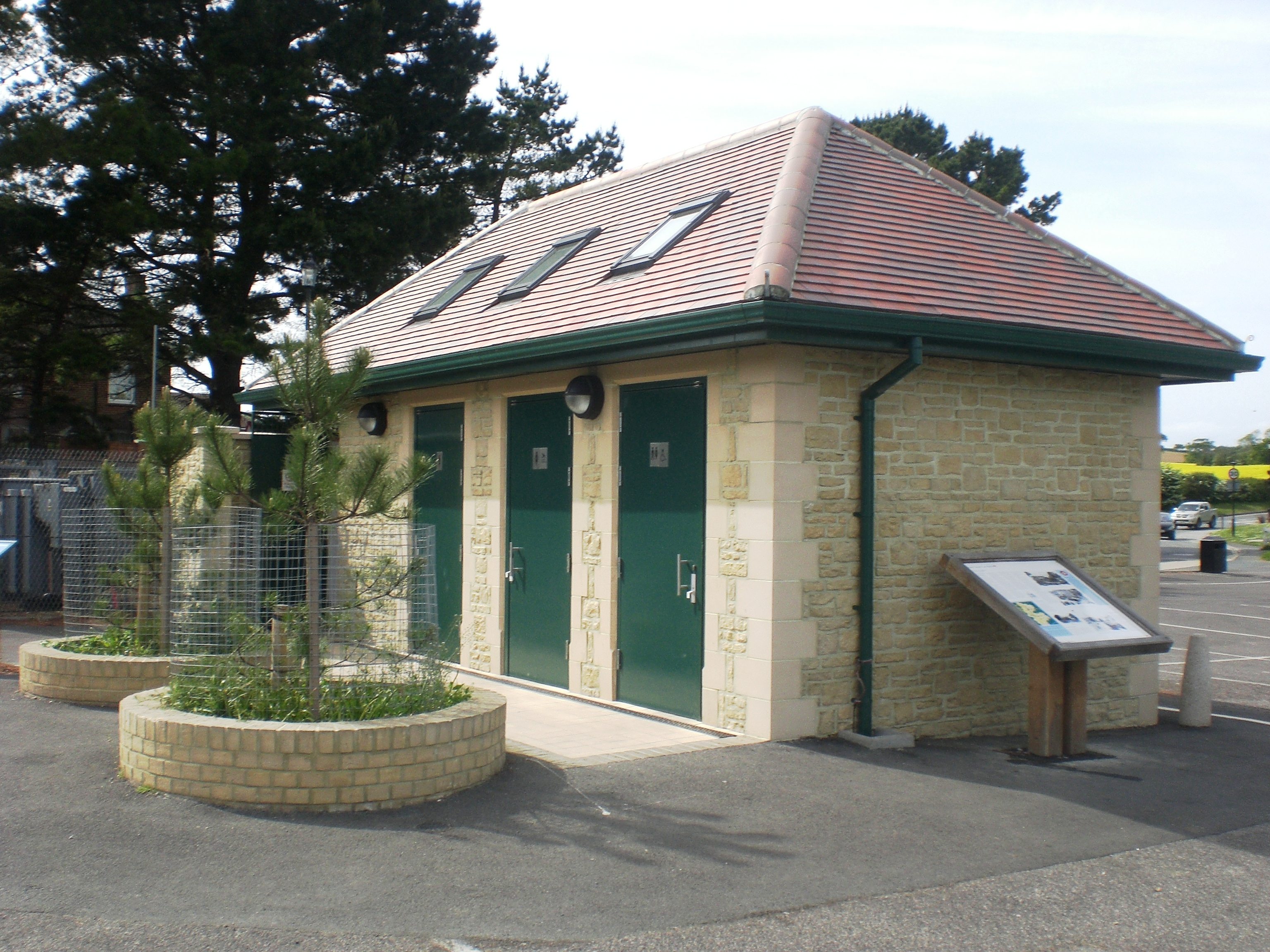
Ökovécé. Alacsony szén–dioxid-kibocsátású WC (öko-WC)

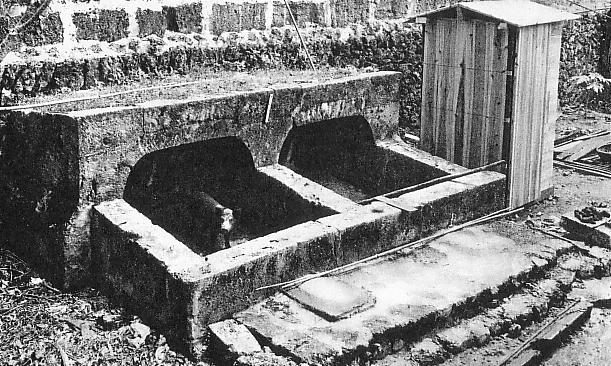
Még 2005-ben is található volt Kína északi tartományaiban disznó WC. Háború előtti fotó, a Showa-korszakból (1926-1945)

#### Számítógépes, automatizált rendszerek
Az illemhely ötletének millió változata (mobil, guggolós, high-tech és ökováltozatok) pattant ki az emberek fejéből, immáron csúcstechnológiák egész sorát bevetve, hogy minél higiénikusabban és környezetkímélőbben oldják meg ezt a cseppet sem mellékes kérdést. Az olyan irányú fejlesztések, mint a kis-nagy dolog öblítés megkülönböztetése vagy az „öblítés stop" és azoknak szélesebb körű elterjedése már jó irányba mutatnak. Újabban megjelentek már olyan piszoárok is, amelyek kialakításuknál fogva nem igényelnek vízöblítést. Mindez azonban még nem javítja annak a kb. 2,6-2,7 milliárd embernek a helyzetét, akik jelenleg sem tudják kulturált körülmények között elvégezni a dolgukat.

#### IntiBid
Egy újonnan szabadalmaztatott vécékiegészítőnek köszönhetően mindenkinek lehet otthon bidéje, ráadásul még a legkisebb toaletthelyiségekben is használható. Az IntiBid egy olyan intim tisztálkodási eszköz, amivel könnyen és egyszerűen megoldható a mindennapos higiénia. Univerzális kialakításának köszönhetően bármely WC csészére rászerelhető, s mivel tartályos kivitelben készült, még plusz víz vagy elektromos hálózat bevezetésére sincs szükség.

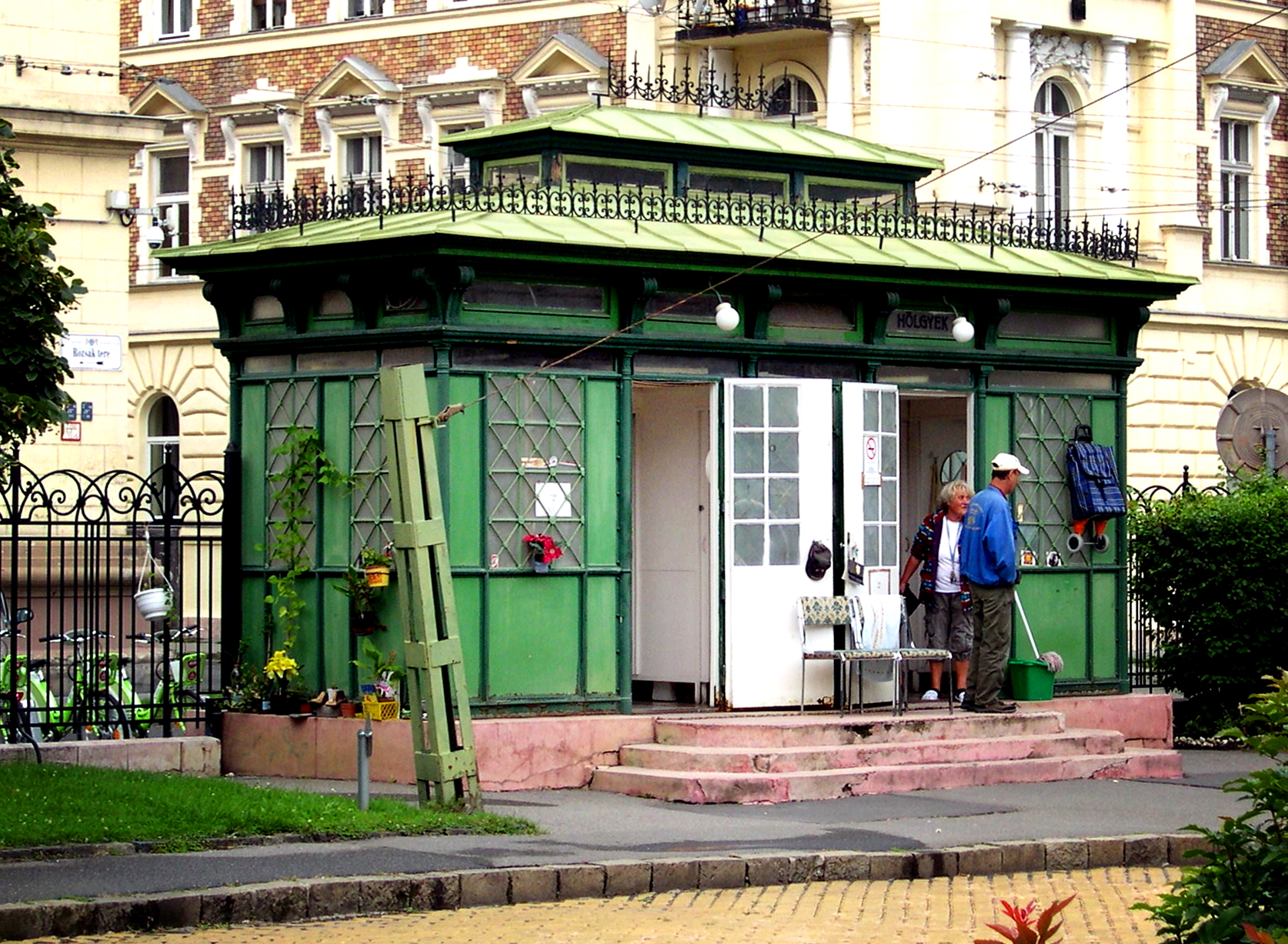
„Zöld villamos” a budapesti Rózsák terén

### Száraz toalett
A 20. századra széleskörben elterjedt vízöblítéses toalettek (WC) és a csatornahálózat használata a lakótéri higiénia biztonsága szempontjából rendkívül előnyös, azonban problémákat is jelent. Elsősorban ilyen probléma a megnövekedett vízfelhasználás, de a szennyvítelepek technológiájától függően, a tisztított víz a felszíni élővizek fokozódó eutrofizációját is okozhatja, a talajvizek nitráttartalmát növeli, gyógyszermaradványokkal (xenobiotikumokkal) terheli a környezetet, és egyre nagyobb kapacitású telepek építésére van szükség. Ezért a környezettudatosság jegyében egyre többen próbálnak visszatérni az árnyékszékek modernizált változataihoz.

#### Skandináv toalett
Már a 20. század második felében is a skandináv államokban olyan toaletteket kezdtek használni, amelyeknél szétválasztásra kerül vizelet és a fekália. Kezdetben persze nem a környezettudatosság miatt, hanem a hagyományos árnyékszék használatának kényelmessé tétele miatt alkalmazták ezt, amikor a toalett bekerült a lakóházakba és szerették volna az ürítések gyakoriságát csökkenteni. A szétválasztás képezi ezeknek a toaletteknek a legjelentősebb műszaki megoldását, és határozza meg működési elvét. Az ürülék 90 %-át kitevő vizeletet külön tartályba gyűjti, míg a fekália helyben történő kiszárításával csökkenti annak nagyságát. A szárítás elektromos ellenállással, légáramlással, vagy akár napenergiával történik, esetleg külön egységbe vezetik el, pl. a pincébe. A kellemetlen szagok kiküszöbölésére különböző szellőző berendezéseket használnak, pl. elektromos ventilátorokat építenek be. Az árnyékszékekhez hasonlóan a kiszáradt fekáliát a földbe juttatják, míg a felhígított vizeletet a növények tövébe locsolják.

#### Kémiai (vegyi) toalett
Legtöbbször csak ideiglenes megoldásként, kempingezéskor vagy betegek számára a szobában használatos. Nevezik mobil WC-nek is, mivel praktikus kis méretben készülnek, hordozható, és nincs szükség vízvezetékre, vagy csatornára hozzá. Alapvetően két tartályból áll, az egyikbe az ürülék kerül, míg a másikban az öblítésre alkalmas folyadék van. Az ürülék lebomlásához a tartályba speciális vegyszereket adagolnak, amelyek a kellemetlen szagok képződését is megakadályozzák. Speciális kialakításuk és a vegyszer miatt drágák, így emiatt sem használják állandó megoldásként, valamint a végtermék ürítése is terheli a környezetet.[forrás?]

#### Komposzt toalett
Az árnyékszékhez hasonlóan ebben a változatban az ürülék egy helyre kerül, a vizeletet és a fekáliát nem választják szét, hanem környezetbarát komposztáló alom segítségével (pl. fűrészporral) az ürülék komposztálásra kerül, amit utána növények termesztéséhez is fel lehet használni tápanyagként. Alomként a cellulózban gazdag, durvára aprított anyagok szolgálnak, amelyek lehetővé teszik a levegő áramlását, és meggátolják az anaerob folyamatokat azáltal, hogy a növényi szén komponensük megváltoztatja a nitrogén-szén arányt. (Legkönnyebben beszerezhető a faforgács vagy állati alom, de akár apróra tépett kartonpapír is megfelel. A legjobb alom a szakirodalom szerint a széna, falevelek és kerti növényi hulladék aprított keveréke, de a szalma vagy a törek is nagyon jó.) A komposztálás során gombák végzik a lebontást oxigén jelenlétében, ellentétben az árnyékszékekkel, ahol anaerob baktériumok. A komposztálási folyamat során 64-65 Celsius-fokra melegszik fel a tároló tartalma, ami elpárologtatja a vizelettel hozzákerülő nedvességet és segít a kórokozók ártalmatlanításában is. 
Hasonlóan a skandináv toaletthez, egy különálló nagyobb tartályban gyűjtve a toalett megtelt tartályát, a komposztálás tovább tökéletesíthető abból a szempontból, hogy az minél több tápanyagot tartalmazzon a növények számára.

#### Magyar példák
Pottyantós illemhelyet Magyarországon először állítólag Saralyáni György szatmári nemes készített magának, ami gyakorlatilag egy gödör fölé épített ülőalkalmatosság volt. Emiatt a „polconszaró” gúnynevet kapta, így maradt fenn Zsigmond király 1429-es oklevelében mint „Georgius Polczonzaro dictus”.
A nemesi réteg a középkori "erkélyreteráton" túllépve a felvilágosodás korában már jobban odafigyelt a vécéhigiéniára. A főúri kastélyokban, rezidenciákban, kúriákban, palotákban átépítések révén igyekeztek kialakítani a kényes témát illető, korszerű és megfelelő modus vivendit. Ezeknek már némi épületgépészeti vetülete is lett idővel. "A száraz árnyékszékek a 18. században már rendszerint a hálószobák mellett voltak – külön helyiségek létesültek olyan célra, amelyben az éjjeliedényeket tárolták –, de egy-egy árnyékszéket közös helyen, rendszerint a melléklépcsők közelében is felállítottak. A száraz árnyékszéknek fajansz vagy zománcolt öntöttvas medencéjük volt, amelyet vas- vagy ólomgombbal ellensúlyozott tányér zárt el. (...) A lakosztályok száraz árnyékszékeit ajtóval ellátott szellős és világos helyre tették. (...) Fontos volt, hogy az árnyékszékhelyiség ajtaja jól záródjon, és a hálószobát jól szellőztethető előtér válassza el az árnyékszék helyiségétől. Az ülőhely legalább 66 cm széles, 45 cm magas és 50 cm mély lehetett, kör alakú nyílásának bősége 27–30 cm között változhatott. A helyiség padozatát igen gyakran kőlapokkal vagy cementtel burkolták, néha a falakat is cementtel vakolták be és olajfestékkel festették be, még rangosabbak voltak a csempével kirakott oldalfalak. A száraz árnyékszékek esetében az ürülék az ülőke alatt nyíló csövön át (belső aknán keresztül) a pincében álló hordóba is juthatott. A megtelt hordót üressel cserélték ki."
A 19. század végén még a vállalatok melléküzemága szolgálta a higiénikus vécéhasználatot. Így "A magyar tőzeg- és műtrágyaipar részvénytársaság" tevékenységéről egy 1894-es cikk imígyen tudósít. "Különös súlyt fektet a vállalat arra, hogy specziális gyártmányaival – tőzegmalom, tözegszóró klozett – a lehető legjobb és legbiztosabb védelmet nyújtsa a kolera és egyéb fertőző betegségek ellen, s igy ott, hol a hatóságoknak erélyes közbelépése az ügy előmozdítása érdekében nem várható, minden egyes háztulajdonosnak módjában áll aránylag csekély költséggel védelmet találni ezen veszélyes ragályok behurczolása ellen. Midőn felemlítjük, hogy Eger város már tett megrendelést a vállalatnál két darab önműködő tözegszóró klozetre, a magyar tőzeg és műtrágyaipar részvénytársaságot, mint e téren úttörő vállalatot, melegen ajánljuk az olvasóközönség pártfogásába." A cég 1894-es reklámja szerint: "Legbiztosabb óvszer a kolera, hagymáz és egyéb fertőző betegségekben! Tökéletes fertőtlenítés! Teljesen szagtalan! / Önműködő tözegszóró closettek. Belföldi és külföldi szabadalmak! Szobai árnyékszékek mindenféle tetszetős alakban. Árnyékszék-berendezések, kórházak, laktanyák, iskolák, iparvállalatok, szállodák stb. részére."
A 20. század elejére már külön iparág épült ki a szagtalan szárazvécék elterjedése nyomán. A Szabadalmi Közlöny és Védjegyértesítő 1900-as mutatójából másfél tucatnyi fejlesztésről értesülhetünk az "Árnyékszékek, csatornák, fertőtlenítés" terén. (Öblítő készülék árnyékszékekhez, Vizeldék, köpőcsészék és más efélék szagtalanítására szolgáló készítmény, Bűzelzáró önmüködőleg nyíló légbebocsátó szeleppel, Szagelzáró éjjeli edények, hordozható closettek stb. számára, etc.)
A "Magyar Tőzegszóró-Closet-Ipar Betéti Társaság" 1907-es hirdetésében ezt olvashatni: "Teljesen szagtalan szabad, önműködő tőzegszóró-closettek minden célra alkalmazható kivitelben. Különleges katonai és munkás-árnyékszékek. Tőzegpor és tőzegalom. Olajjal szagtalanított vizelde-berendezések."
"A száraz árnyékszékben használt fertőtlenítő anyagok többnyire felszívó hatásúak voltak, ezek közé tartozott a „tőzegpörje (torfmull)”, az égetett agyag, a humuszföld, a csontliszt, a hamu stb. A tőzegpörjével fertőtlenített, fojtó toalettek (Streucloset) esetében kézi szórás helyett önműködő hintőkészüléket használtak."
Magyarországon újabban Országh József az 1970-es évek óta használja és próbálja népszerűsíteni (fűrészporos, faforgácsos technológia). Külön nevet is alkotott hozzá: alomárnyékszéknek nevezte, ami később alomszékre egyszerűsödött.

## Illemhely és viselkedéskultúra

### Higiénia
- A WC-használat előtt és után szinte kötelező kezet mosni. Sokaknak nem kérdés, hogy toalett után kezet kell mosni, de eszükbe sem jut, hogy előtte is fontos lehet a kézmosás, hiszen a napi teendők során bepiszkolódott kézen sok baktérium, kórokozó telepedhet meg, amelyek ezáltal az intim testrészekre kerülhetnek, és betegségeket okozhatnak.[forrás?]
- Proktológusok, sebészek egybehangzó véleménye az, hogy a WC-papírral való törlés nem eredményez igazi tisztaságot[forrás?]. A papírral szinte lehetetlen az apró székletmaradványokat eltávolítani, ráadásul, a túlzott dörzsölés felsértheti a finom bőrt, ahol a baktériumok, kórokozók megtelepedve nagyon könnyen betegségeket idézhetnek elő. A túlzott tisztaság sem jó, ugyanis felboríthatja a bőr védekezőképességét, ami gyulladáshoz, allergiás reakciókhoz vezethet. Ezért nem ajánlott az illatosított vagy antibakteriális törlőkendők rendszeres használata a mindennapokban.
- Ha úton vagyunk, akkor jó hasznát lehet venni a nem illatosított, nem irritáló intim, vagy vizes törlőkendőknek. A legjobb és egyben a legegészségesebb megoldás otthon a víz, és a vízzel történő öblítés.

### Figyelmesség vendégeinknek
- Mielőtt megérkeznek a vendégeink, vessünk egy pillantást a mellékhelyiségre is.
- Helyezzünk el tartalék vécépapír-tekercset, a vendégeknek tiszta kéztörlőt, ha bidénk is lenne, mellé tiszta vendégtörülközőt és szennyeskosarat vagy papírtörlőt szemetessel.
- Nagyobb méretű házibuli esetén vagy családi eseménykor néhány óránként vessünk rá egy-egy pillantást és gondoskodjunk a szükséges pótlásról.[23]

### A piszoár használata és tudományos vizsgálata
A piszoárba vizelésnél ügyeljünk, hogy a vizelet ne fröccsenjen szét. Érdemes közelebb állni és igyekezni a vizeletsugár szögét megfelelően megválasztani.
Két fizikus (Randy Hurd áramlástani tudós és végzős tanácsadója, Tadd Truscott), kísérleteinek köszönhetően felfedezte, hogy a vizeletsugár az ún. Plateau–Raleigh-instabilitás szerint viselkedik: a vizeletsugár cseppekre esik szét.
Létrehoztak egy férfihúgycső-modellt egy 3D-s nyomtató – a hengerátmérő 0,31 hüvelyk x 0,12 hüvelyk (8 mm x 3 mm) segítségével készítették el. A húgycsőt egy nyomás alatt álló csőtartálynak tekintették. A kutatócsoport folyamatos nyomáson festett vizet áramoltatott a csőben, amely megegyezett egy középkorú férfi vizeletének áramlási sebességével, mintegy 0,7 uncia/másodperc (21 ml/s). Nagy sebességű videokamerákkal rögzítették a vizeletáramlást. Az eredmények azt mutatták, hogy a méret és a sebesség nem kritikus faktora a csobbanás okozta visszafröccsenésnek. Inkább a becsapódás szöge a meghatározó, minél kisebb a szög, annál nagyobb. A legnagyobb fröccsenés akkor történt, amikor a vizelet a piszoár merőleges falára, körülbelül 45 fokos szögben csapódott.

## Galéria

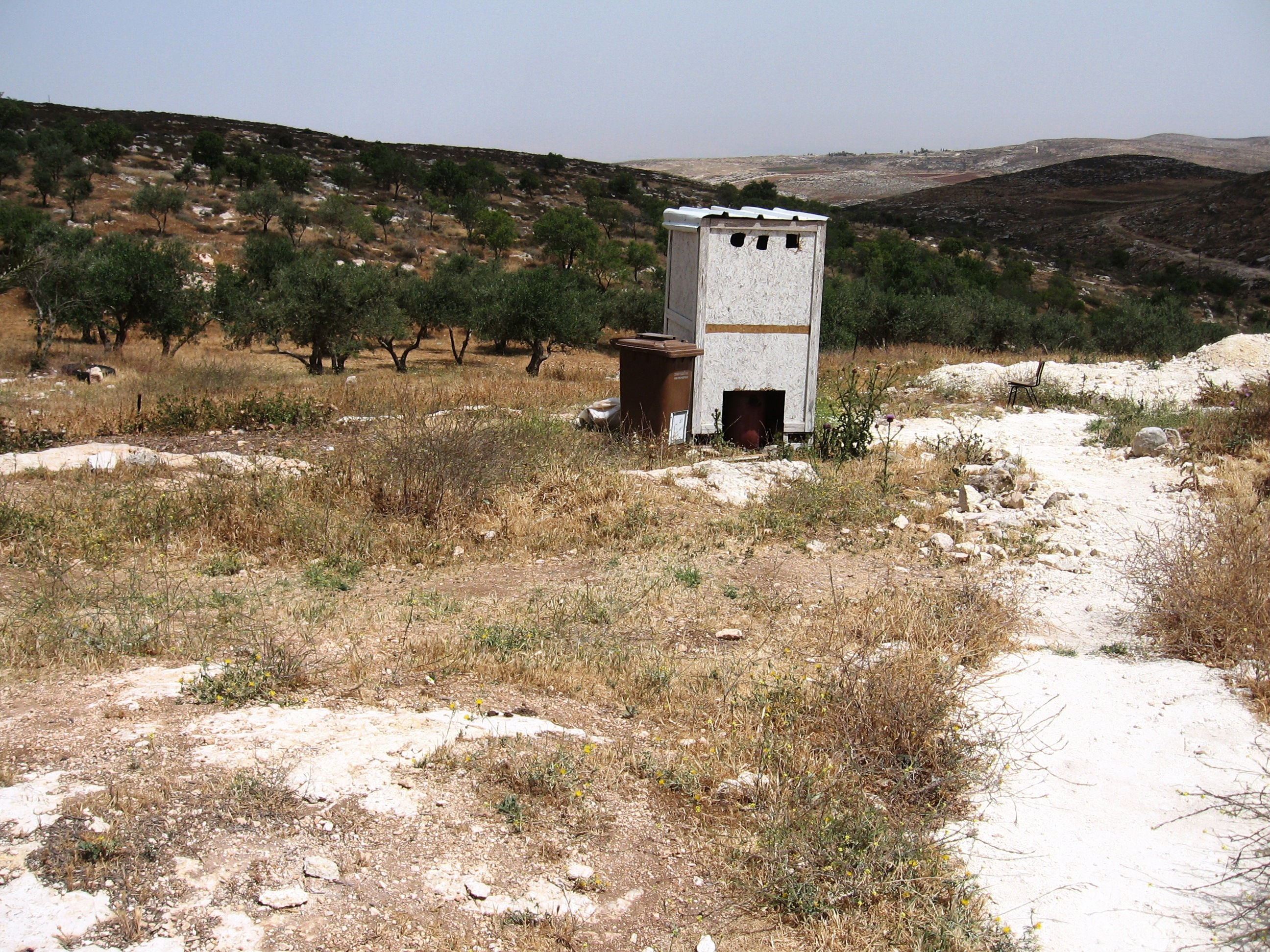
Ökovécé. Yeshuv hadaati farm Izraelben
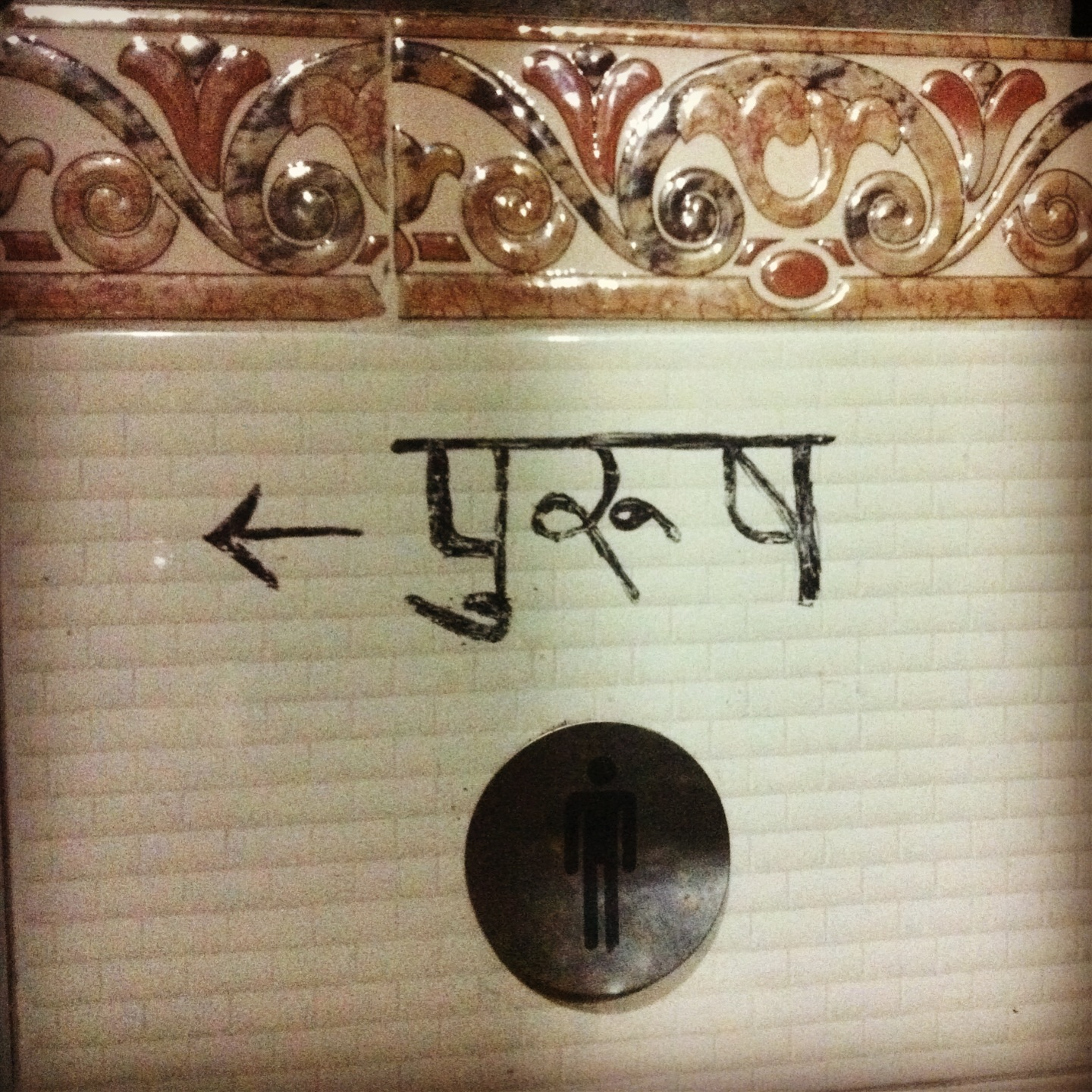
Indiai toalettszimbólum. A felirat szövege „Purus / पुरुष" (férfi). Dhaba Csandigarh-Delhi autópálya Szonepat, Harijána
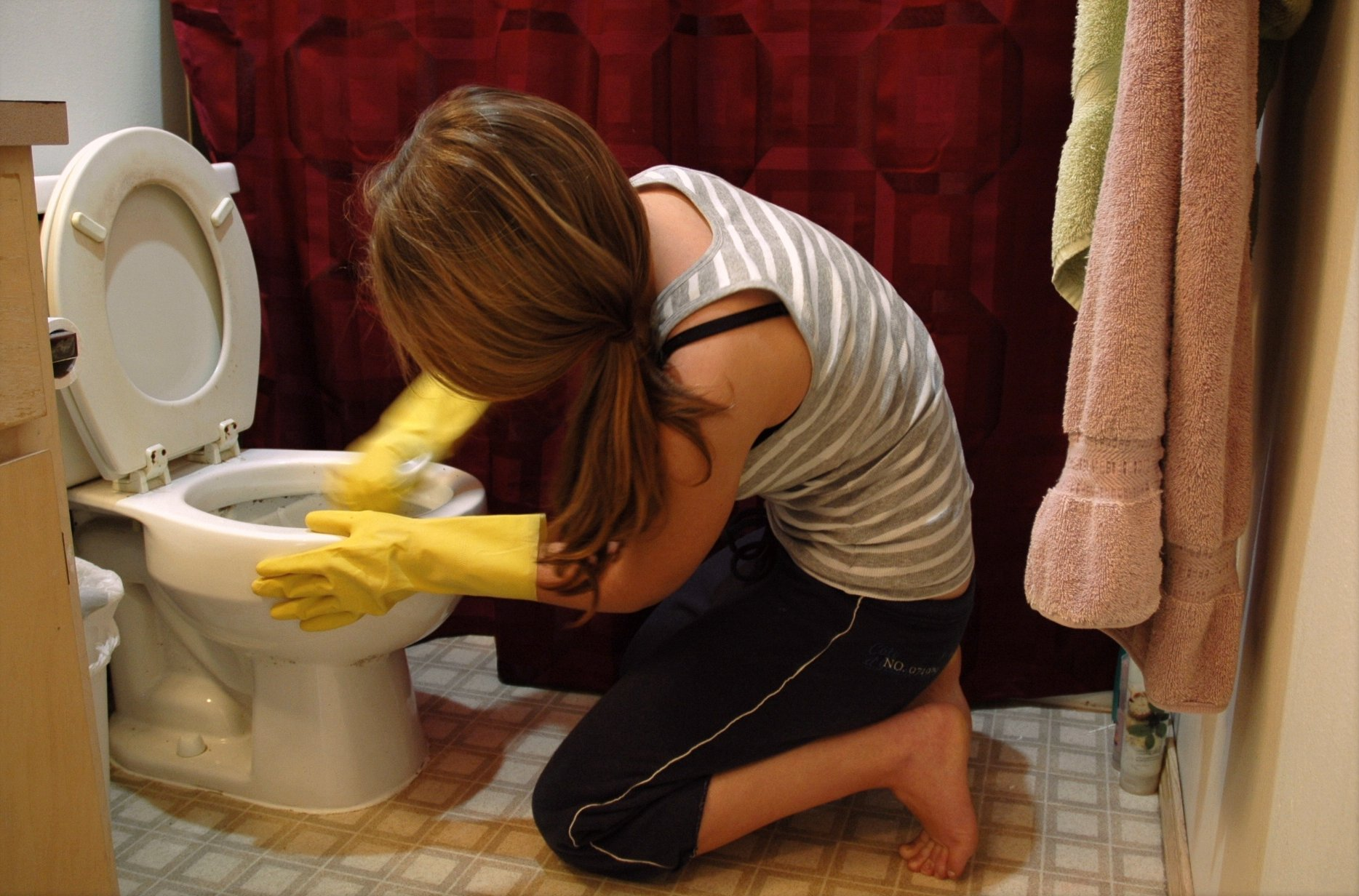
Vécét takarító nő
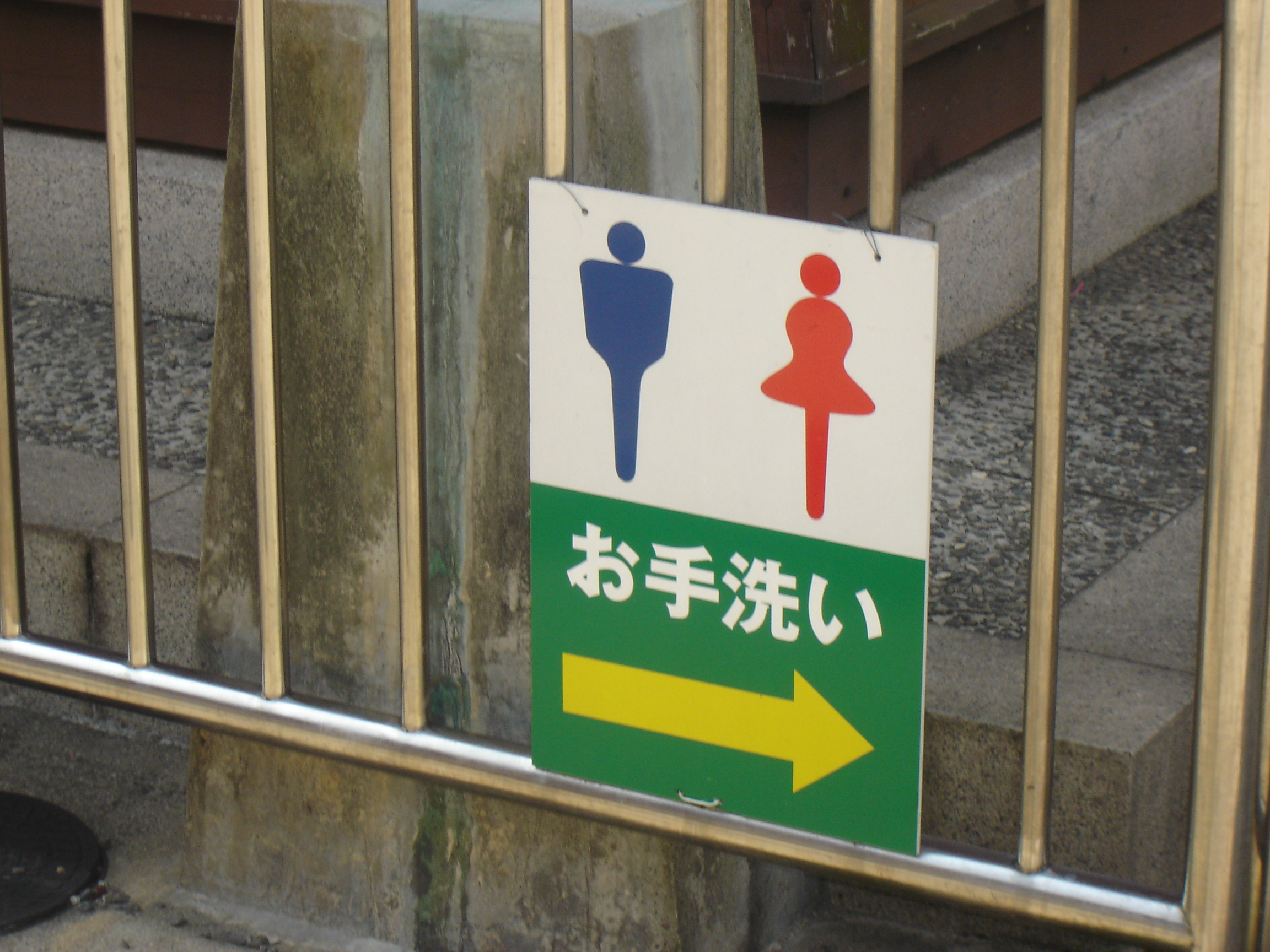
Japán toalettszimbólum, Oszaka
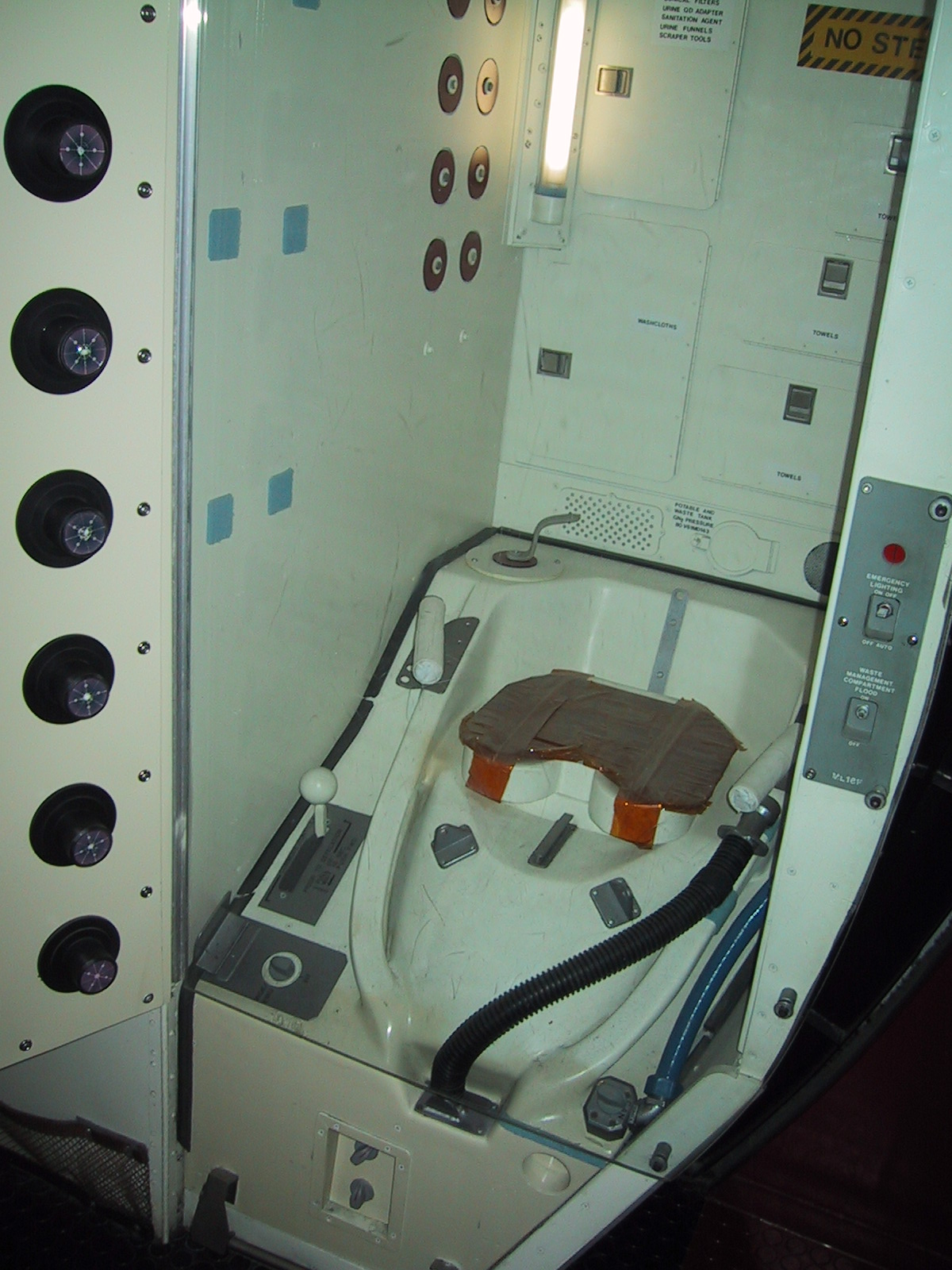
Vécé az űrállomáson. Johnson Space Center, Houston
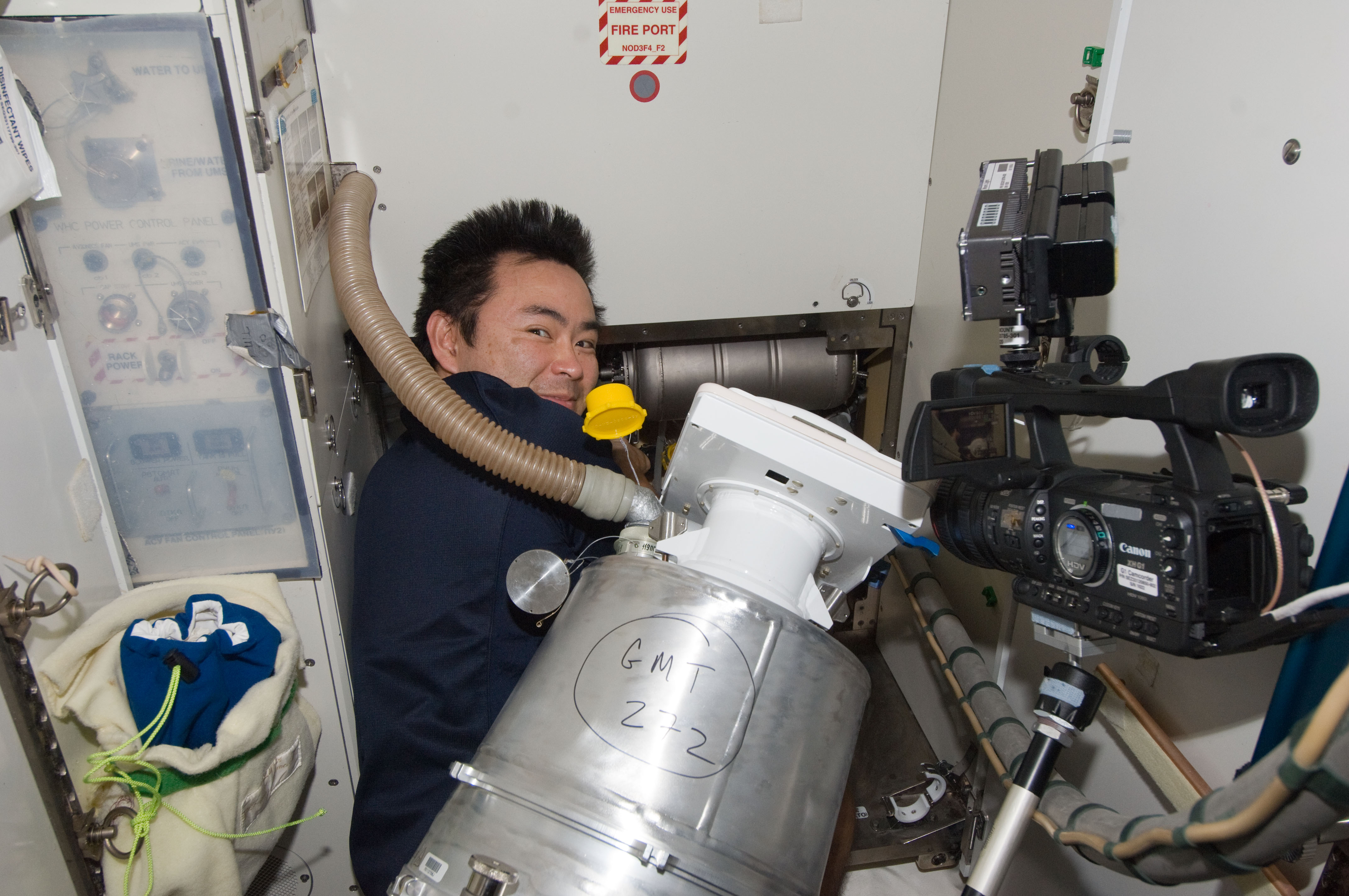
A Japan Aerospace Exploration Agency űrhajósa, Aki Hoshide fedélzeti mérnök a DKiV vízszivattyú és az EK előkezelő tartály tömlője cseréjét végzi a Nemzetközi Űrállomáson. Az EK tartalmaz öt liter előkezelő oldatot, azaz H2SO4 (kénsav), CrO3 (króm-trioxid, az oxidációban és a lila szín) és H2O (víz) elegyét, amit vízzel összekeverve, DKiV adagolóval használnak a WC-öblítéshez